# Spermacoce verticillata
Espèce
Spermacoce verticillata est une espèce de plantes dicotylédones de la famille des Rubiaceae, sous-famille des Rubioideae, originaire des régions tropicales d'Amérique. L'espèce a été introduite dans diverses régions tropicales d'Asie, d'Afrique de l'Ouest, du Pacifique et de l'Australie tropicale.
Cette espèce est utilisée comme plante médicinale à diverses fins.  Par exemple, au Brésil, l'infusion des fleurs est utilisée comme antipyrétique et analgésique, les racines comme émétique et les feuilles comme antidiarrhéique et pour traiter l'érysipèle et les hémorroïdes. En Afrique, les extraits de feuilles sont utilisés pour traiter les affections lépreuses, les furoncles, les ulcères et les plaies gonorrhéiques.

## Taxinomie

### Synonymes
Selon The Plant List (26 février 2022) :
- Bigelovia verticillata (L.) Spreng.
- Borreria commutata Spreng.
- Borreria globularioides Cham. & Schltdl.
- Borreria kohautiana Cham. & Schltdl.
- Borreria laevigata M.Martens & Galeotti
- Borreria minima DC.
- Borreria oaxacana M.Martens & Galeotti
- Borreria podocephala DC.
- Borreria stricta G.Mey.
- Borreria thymocephala Griseb.
- Borreria verticillata (L.) G.Mey.
- Hedyotis verticillata Borreria verticillata (L.) G.Mey.[3]
- Spermacoce fruticosa Pohl ex DC.
- Spermacoce globosa Schumach. & Thonn.
- Spermacoce hyssopifolia Pers.
- Spermacoce laeta Salisb.
- Spermacoce minima Pohl ex DC.
- Spermacoce oaxacana (M.Martens & Galeotti) Hemsl.
- Spermacoce podocephala (DC.) C.Wright
- Spermacoce reclinata Nees
- Spermacoce stellata Willd. ex Roem. & Schult.
- Spermacoce thymocephala (Griseb.) C.Wright
- Spermacoce verticillata[3]
- Tardavel verticillata (L.) Hiern